# Maltengraben

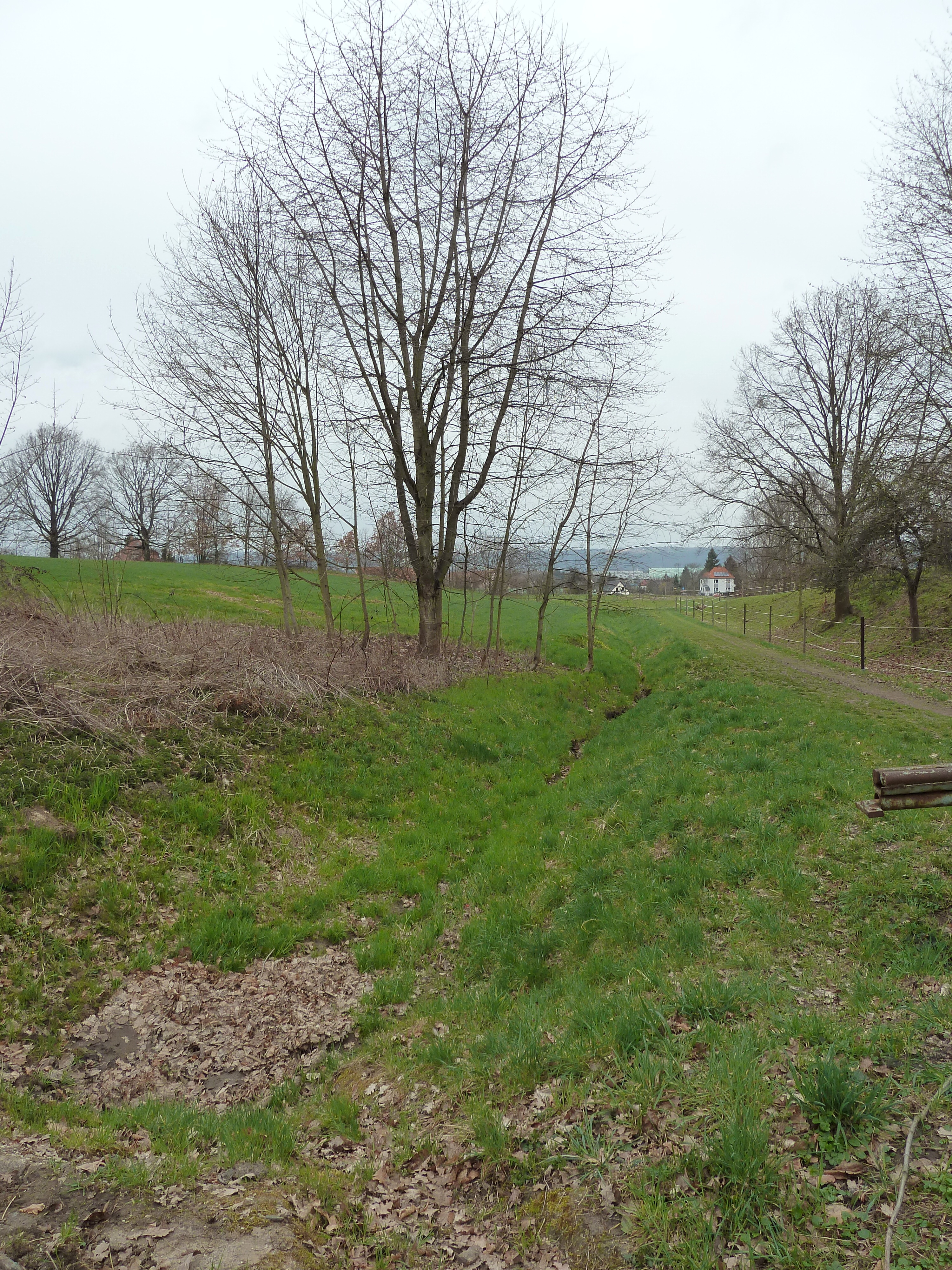
Der trockene Maltengraben in Kleinluga

Der Maltengraben, auch Maltegraben, ist ein Bach im Südosten von Dresden. Der Maltengraben führt nur episodisch Wasser.

## Verlauf
Der als Hochdamm ausgebildete Gewässerverlauf südlich der Bahnstrecke Děčín–Dresden-Neustadt ist schon in Karten aus dem 18. Jahrhundert verzeichnet.
Der Maltengraben kommt aus dem als Malte oder Maltental bezeichneten flachen und nur etwa 1 km langen Tal. Sein Quellgebiet liegt nahe dem südlichsten Punkt von Dresden an der Grenze zu Dohna, Heidenau und Kreischa unmittelbar nordöstlich der Anschlussstelle Heidenau an der A 17. Er fließt zunächst in der Gemarkung Lockwitz nach Nordosten und tritt dann nach Luga über. Der Oberlauf im Bereich des bewaldeten Maltengrundes ist natürlich geprägt. Vom Ende des Tales an fließt der Maltengraben begradigt und kanalisiert durch den Elbtalkessel. Er unterquert zunächst die Dohnaer Straße. Aufgrund der abschnittsweisen Hochlage des Abflussprofils hat der Maltengraben nur südlich der Dohnaer Straße ein natürliches Einzugsgebiet. Er kreuzt weiterhin die Staatsstraße 172 und verläuft dann parallel zur Krebser Straße knappe 100 m westlich von dieser. Anschließend wendet er sich am nördlichen Ende der Ortslage Großluga kurz vor der Lugaer Straße um 90° nach Osten und fließt an Kleingartenanlagen und Feldern vorbei. Nach 1 km erreicht er die Heidenauer Straße und umfließt das Hauptumspannwerk Dresden-Süd in östlicher Richtung. Nordwestlich des S-Bahn-Haltepunkts Dresden-Zschachwitz wird er unter der Bahnstrecke Děčín–Dresden-Neustadt hindurchgeleitet. Ab hier fließt er nach Nordosten und mündet in Sporbitz in Höhe der Straße Am Lockwitzbach in den gleichnamigen linken Nebenfluss der Elbe. Insgesamt ist der Maltengraben reichlich 4 km lang.

## Hochwasser
Der Maltengraben zählt zu den Dresdner Gewässern, bei denen Hochwasserereignisse zu flächigen Überflutungen führen. Beim Hochwasser 2002 kam es zur Überflutung von Anliegergrundstücken, Feldern und den Bereichen nahe der Eisenbahnunterführung. Auch nach kleineren und lokal begrenzten Starkregen standen immer wieder Anliegergrundstücke in Luga unter Wasser. Aus diesem Grund wurde ab Ende 2005 ein 281.000 Euro teures Rückhaltebecken am Ausgang des Maltentals errichtet und der Graben tiefer gelegt und naturnah ausgebaut.
Direkt unterhalb dieses Hochwasserrückhaltebeckens überbrückt die Alte Landstraße und damit die Dresden-Teplitzer Poststraße den Maltengraben. Markgraf Wilhelm I. ließ diese Brücke im Zuge der Dohnaischen Fehde im Jahre 1402 zerstören, damit der Verkehr auf dieser wichtigen Route nicht mehr über Dohna, sondern über Pirna läuft, was erst lange später rückgängig gemacht wurde.
Nach dem Maltengraben beziehungsweise dessen Tal wurden die Maltenstraße in Luga, der Autobahnzubringer An der Malte in Lockwitz und die Straße Am Lugaer Graben in Sporbitz benannt.